# Seconda battaglia di Châtillon-sur-Sèvre
La seconda battaglia di Châtillon-sur-Sèvre è stata una battaglia della prima guerra di Vandea combattuta il 11 ottobre 1793 a Châtillon-sur-Sèvre.

## Antefatti
La presa di Châtillon-sur-Sèvre da parte dei repubblicani il 9 ottobre aveva messo i vandeani in una posizione difficile in quanto l'Esercito cattolico e reale si trovava disposto tra Tiffauges e Châtillon entrambe prese dai repubblicani. Quindi il 10 ottobre i generali vandeani dell'esercito d'Angiò e dell'Alto Poitou si riunirono per decidere di non lasciare la loro "capitale" in mano repubblicana, soprattutto visto l'effetto devastante che questa perdita avrebbe causato sul morale delle truppe, e così decise di lanciare immediatamente un contrattacco per riprendere la città.

## La battaglia
L'11 ottobre l'esercito vandeano si mise in marcia. Molto presto incontrò sulla sua strada l'esercito repubblicano diviso in due colonne, una comandata da Alexis Chalbos, l'altra da François-Joseph Westermann, che si dirigevano su Cholet e Mortagne.
I vandeani si lanciarono in una carica generale, travolgendo le linee repubblicane che ripiegarono su Châtillon. I soldati rimasti in città però erano completamente disorganizzati e molti di loro erano ubriachi. Presto furono presi dal panico e il resto dell'esercito finì per deviare su Bressuire. I vandeani poterono riprendere Châtillon ma anche loro si gettarono sulle riserve di brandy abbandonate dai repubblicani e si ubriacarono a loro volta.
Westermann non accettò di essere sconfitto in questo modo, così fermò la ritirata nei boschi vicino Moulin-aux-Chèvres e raccolse un centinaio di ussari e granatieri, saliti in groppa al cavallo di ciascun ussaro, e i fanti del nono battaglione di Orléans, per un totale di qualche centinaio di uomini. Tornò quindi su Châtillon nella notte in modo da lanciare un'incursione approfittando dell'oscurità. Il piccolo esercito riuscì a fare in incursione ed eliminare le guardie vandeane ma visto che Chalbos l'aveva abbandonato, si rese conto che non poteva sconfiggere i 10 000 soldati vandeani presenti in città, così decise di incendiare la città e di uccidere nel sonno quanti più soldati, donne e bambini poteva, per poi darsi alla fuga. Inaspettatamente i vandeani diedero l'allarme e passarono all'attacco. Dopo quattro ore di combattimento strada per strada, Westermann accortosi che quasi tutti i suoi uomini erano stati uccisi ordinò la ritirata.
All'alba, i generali Maurice d'Elbée, Charles de Bonchamps, Louis Marie de Lescure, Henri de La Rochejaquelein e Antoine de Talmont dopo avere passato il resto della notte a riprendere i fuggitivi e raccogliere le loro truppe rientrarono a Châtillon trovando la città interamente distrutta dagli incendi e con migliaia di cadaveri che giacevano sul suolo, decisero quindi di passare tra le rovine e tornarono a Mortagne.